# Escándalo de desechos tóxicos en Costa de Marfil en 2006

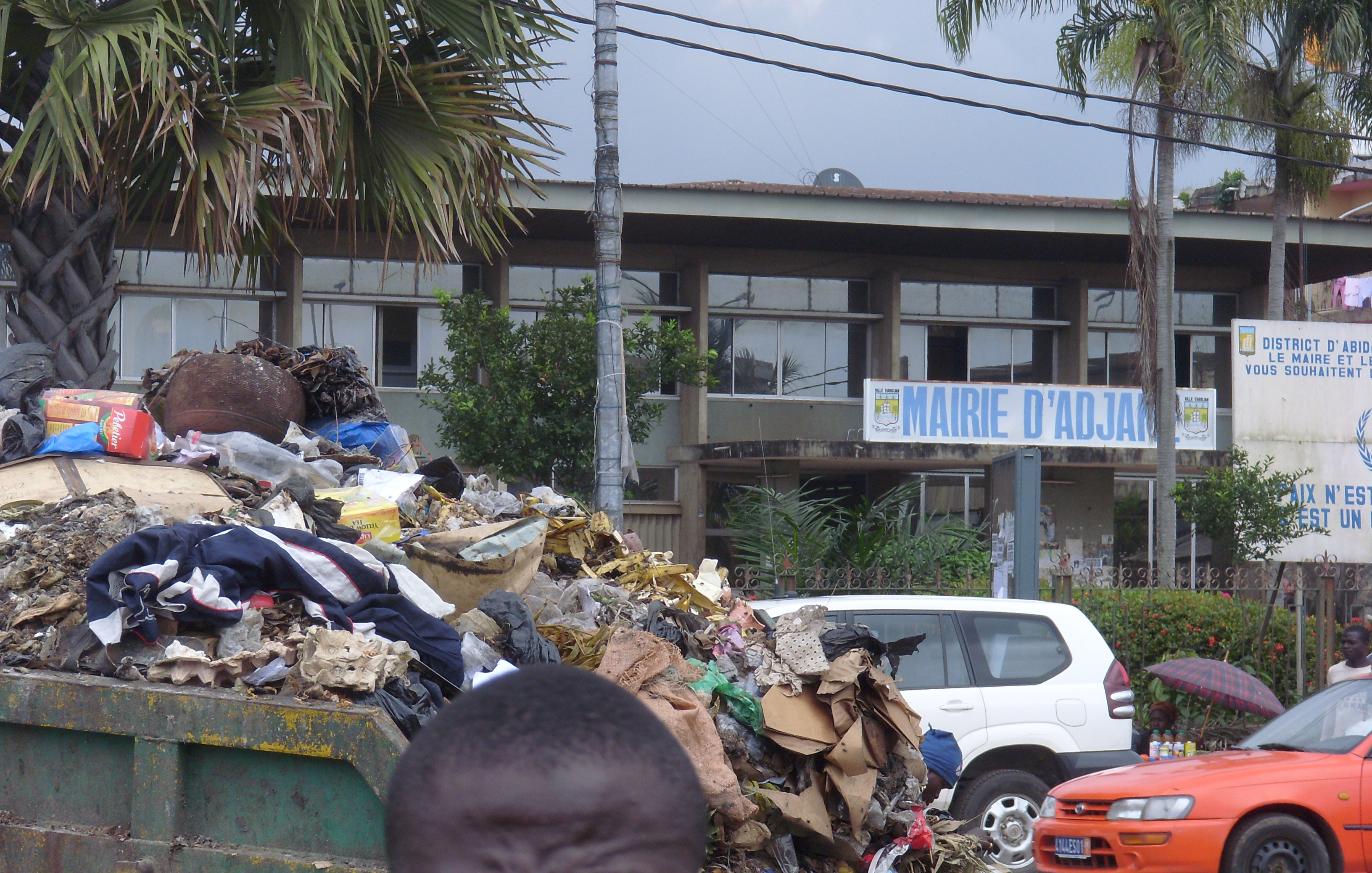
Un camión lleno de basura en las calles de Abiyán. Gran parte de los desechos tóxicos de Trafigura fueron arrojados en grandes áreas abiertas en los suburbios pobres de la ciudad.

El caso se desarrolló entre enero y agosto de 2006 cuando la empresa Trafigura, tras varios intentos infructuosos para deshacerse en Europa y Nigeria de una gran carga de residuos tóxicos derivados del proceso de refinado de petróleo por el método de lavado cáustico, ordenó al carguero Probo Koala trasladar a Costa de Marfil dicha mezcla de residuos de gasolina y restos cáusticos.
En agosto de 2006 Puma Energy, filial en Costa de Marfil de Trafigura, recibe instrucciones de hacer los preparativos para el vertido del Probo Koala en Abiyán.
El 19 de agosto los desechos fueron vertidos en 15 lugares cercanos a Abiyán, la ciudad más grande del país. Los residuos son descargados en vertederos al aire libre sin capacidad para el proceso de materiales tóxicos. En las semanas siguientes, decenas de miles de personas comenzaron a registrar problemas respiratorios, mareos y diarrea. En septiembre de 2009, un informe de Naciones Unidas sugirió que había estrechos vínculos entre quince muertes y el vertido de los residuos.
La compañía Trafigura, acusada de este hecho, criticó el informe, al que calificó "prematuro" e "inexacto".
El periodista de la BBC Martin Plaut informa que cada damnificado recibirá unos US$1.500, cifra que, como declaró uno de los portavoces de los demandantes, es inferior a lo que ellos esperaban.

## Hechos preliminares
El director de Trafigura, Claude Dauphin, conocía ya en 2006 el elevado índice de toxicidad de los residuos del Probo Koala. Una vez comprobado que ni la Unión Europea, ni Estados Unidos o Singapur querían las basuras, intentaron sin éxito dejarlas en Túnez y Nigeria. En última instancia, fue Tommy, una empresa local de Costa de Marfil, la que se hizo cargo. Su falta de experiencia derivó en el vertido tóxico. La diseminaron de noche por trece basureros de Abiyán.

## Descargos de la empresa
La empresa multinacional  Trafigura acordó pagar más de US$46 millones a 30.000 personas que alegan haber sufrido daños por desechos tóxicos vertidos en 2006 en Costa de Marfil.
La compañía de comercio de materias primas -que tiene sedes en Londres, Ámsterdam y Ginebra- dijo que la suma se añade a los casi US$200 millones pagados al gobierno de ese país africano en 2007.
"Esta resolución reivindica completamente a Trafigura", afirmó el director de la empresa, Eric de Turckheim.
No obstante, la firma y sus abogados sostienen que no se ha podido demostrar que el vertido de desechos tóxicos hecho por el barco Probo Koala en 2006 provocara muertes.
Un comunicado conjunto de la compañía y los abogados de los demandantes reconoce que los desechos, como mucho, pudieron provocar "síntomas de bajo nivel como los de la gripe y ansiedad".
Trafigura llegó, así, a un acuerdo para evitar ir a juicio. Al día de hoy, siguen sin reconocer los cargos que se le reprochan: haber vertido de manera ilegal 500 toneladas de residuos tóxicos que provenían del carguero “Probo Koala”, fletado por la compañía.